# Temu
Temu er en netmarkedsplads, som drives af den kinesiske e-handelsvirksomhed PDD Holdings, der igen er ejet af den kinesiske forretningsmand Colin Huang. Temu blev stiftet i 2022. Handelsplatformen blev gjort tilgængelig i Europa, herunder Danmark, i 2023.
Temu sælger varer meget billigt i forhold til konkurrenterne og har derfor meget hurtigt vundet store markedsandele i vesten.
Temu er en søsterapp til den kinesiske netmarkedsplads Pinduoduo, som sælger varer til kinesiske forbrugere og også er ejet af e-handelsgiganten PDD.

## Markedsandel i Danmark
Temu begyndte sin virksomhed i Danmark i efteråret 2023. Efter en kampagne med intensiv digital annoncering opnåede platformen hurtigt en placering blandt de mest anvendte webshops i Danmark. I 2024 lå den således på andenpladsen på DI's toptiliste over onlinebutikker med en markedsandel på 3,4 %. På førstepladsen lå den tyskejede Zalando med en markedsandel på 5,5 %.
En undersøgelse fra Dansk Erhverv i juni 2024 fandt, at hver tredje dansker havde handlet hos Temu.

## Kontroverser
Forbrugerrådet Tænk har advaret mod at købe produkter til børn som sutter og legetøj samt en række andre varer fra Temu, fordi de kinesiske varer ofte ikke lever op til europæiske krav om sundhed og sikkerhed. Også andre europæiske forbrugerorganisationer har kritiseret standarden for handelsplatformens varer.
Selskabet og dets varer er også blevet kritiseret for produkternes kvalitet, datasikkerhed, brug af tvangsarbejde samt deres opfordring til brug af 996 arbejdstids-systemet (arbejde fra 9-21, 6 dage om ugen). Temu har annonceret, at de nu arbejder sammen med kvalitets- og testfirmaer som TÜV SÜD, Eurofins og SGS Group for at sikre god kvalitet og produktsikkerhed. De har også indgået et partnerskab med IACC for at bekæmpe forfalskede produkter.